# Jan van den Heuvel (voetballer)
Jan van den Heuvel (Venlo, 6 juli 1935 – Veldhoven, 18 november 2000) was een Nederlands voetballer. Hij stond onder contract bij Sportclub Venlo '54, Sittardia, PSV, VVV en Eindhoven.

## Loopbaan
Van den Heuvel maakte op 17-jarige leeftijd zijn debuut in het eerste elftal van SV Blerick waar hij samen speelde met onder andere Coy Koopal. In 1954 maakte hij de overstap naar het betaald voetbal. De aanvaller speelde met Sportclub Venlo '54 mee in de eerste profwedstrijd tegen Alkmaar '54, maar keerde nog voor aanvang van de NBVB-competitie terug naar SV Blerick.
Na de fusie tussen NBVB en KNVB vertrok Van den Heuvel naar Sittardia. Na twee jaar werd hij getransfereerd naar PSV. Daar speelde hij vijf seizoenen. In 1961 werd hij voor 25.000 gulden verkocht aan VVV waar hij drie jaar speelde. Hierna vertrok Van den Heuvel naar Eindhoven waar hij in 1967 zijn profcarrière afsloot en daar vervolgens trainer werd van de voetbalschool. Hij overleed in 2000 op 65-jarige leeftijd.

## Profstatistieken
| Seizoen         | Club                | Competitie      | Competitie | Competitie | Beker | Beker | Overig | Overig | Totaal | Totaal |
| Seizoen         | Club                | Competitie      | Wed.       | Dlp.       | Wed.  | Dlp.  | Wed.   | Dlp.   | Wed.   | Dlp.   |
| --------------- | ------------------- | --------------- | ---------- | ---------- | ----- | ----- | ------ | ------ | ------ | ------ |
| 1954            | Sportclub Venlo '54 | NBVB            | 0          | 0          | —     | —     | —      | —      | 0      | 0      |
| 1954/55         | Sittardia           | Eerste klasse B | ??         | 7          | —     | —     | —      | —      | ??     | 7      |
| 1955/56         | Sittardia           | Hoofdklasse B   | ??         | 10         | —     | —     | —      | —      | ??     | 10     |
| 1956/57         | PSV                 | Eredivisie      | 31         | 14         | 2     | 3     | —      | —      | 33     | 17     |
| 1957/58         | PSV                 | Eredivisie      | 33         | 7          | 5     | 1     | —      | —      | 38     | 8      |
| 1958/59         | PSV                 | Eredivisie      | 29         | 4          | —     | —     | —      | —      | 29     | 4      |
| 1959/60         | PSV                 | Eredivisie      | 17         | 1          | —     | —     | —      | —      | 17     | 1      |
| 1960/61         | PSV                 | Eredivisie      | 32         | 6          | 4     | 2     | —      | —      | 36     | 8      |
| 1961/62         | VVV                 | Eredivisie      | 30         | 17         | 1     | 0     | —      | —      | 31     | 17     |
| 1962/63         | VVV                 | Eerste divisie  | 28         | 15         | 2     | 4     | —      | —      | 30     | 19     |
| 1963/64         | VVV                 | Eerste divisie  | 28         | 2          | 1     | 0     | —      | —      | 29     | 2      |
| 1964/65         | Eindhoven           | Eerste divisie  | 18         | 5          | 1     | 0     | —      | —      | 19     | 5      |
| 1965/66         | Eindhoven           | Eerste divisie  | 21         | 5          | 1     | 0     | —      | —      | 22     | 5      |
| 1966/67         | Eindhoven           | Eerste divisie  | 3          | 0          | 0     | 0     | —      | —      | 3      | 0      |
| Carrière totaal | Carrière totaal     | Carrière totaal | ???        | 73         | 17    | 10    | 0      | 0      | ???    | 83     |